# Anoectangium
Anoectangium är ett släkte av bladmossor. Anoectangium ingår i familjen Pottiaceae.

## Dottertaxa tillAnoectangium, i alfabetisk ordning[1][2]
- Anoectangium abyssinicum
- Anoectangium aestivum
- Anoectangium afrocompactum
- Anoectangium bellii
- Anoectangium bicolor
- Anoectangium borbonense
- Anoectangium brachyphyllum
- Anoectangium brotherusii
- Anoectangium canadense
- Anoectangium clarum
- Anoectangium contortum
- Anoectangium crassinervium
- Anoectangium eukilimandscharicum
- Anoectangium flexuosum
- Anoectangium fuscum
- Anoectangium haleakalae
- Anoectangium hanningtonii
- Anoectangium harttiae
- Anoectangium herzogii
- Anoectangium hobsonii
- Anoectangium humblotii
- Anoectangium hymenodontoides
- Anoectangium imberbe
- Anoectangium impressum
- Anoectangium kashmiriense
- Anoectangium keniae
- Anoectangium lineare
- Anoectangium madagassum
- Anoectangium mafatense
- Anoectangium magnirete
- Anoectangium marinum
- Anoectangium microphyllum
- Anoectangium nigerianum
- Anoectangium pallidicaule
- Anoectangium papuanum
- Anoectangium patagonicum
- Anoectangium pflanzii
- Anoectangium pleuroweisioides
- Anoectangium rhaphidostegium
- Anoectangium rivale
- Anoectangium rufoviride
- Anoectangium schimperi
- Anoectangium sellae
- Anoectangium shepherdae
- Anoectangium sikkimense
- Anoectangium spathulatum
- Anoectangium stracheyanum
- Anoectangium tapes
- Anoectangium thomsonii
- Anoectangium walkeri
- Anoectangium weisioides
- Anoectangium wilmsianum